# Permanent Settlement
Il Permanent Settlement — conosciuto anche come Permanent Settlement of Bengal (Bengalese Chirosthayi Bandobasto(চিরস্থায়ী বন্দোবস্ত)) — fu un accordo tra la Compagnia britannica delle Indie orientali e i proprietari terrieri bengalesi, gli zamindari, per fissare le entrate ricavate dalle tenute, con conseguenze di vasta portata per entrambi i metodi agricoli e la produttività in tutto l'Impero britannico e le realtà politiche delle campagne indiane. Fu ultimato nel 1793, dall'amministrazione della Compagnia presieduta dal governatore Charles Cornwallis.  Questo era solo una parte di una normativa più ampia conosciuta come il Codice Cornwallis.
In India gli altri due sistemi di riscossione principali erano il Sistema Ryotwari e il Sistema Mahalwari.

## Contesto
I precedenti zamindari in Bengala, Bihar e Orissa sono stati funzionari che detenevano i diritti di riscossione delle entrate per conto degli imperatori Mughal e il suo rappresentante, o diwan in Bengala.  Il diwan supervisionava gli zamindar per assicurarsi che questi non fossero né troppo lassisti né troppo opprimenti.  Quando la Compagnia britannica delle Indie orientali fu insignita del titolo di diwan del Bengala dall'impero in seguito alla Battaglia di Buxar nel 1764, si è trovata priva di adeguati amministratori, specialmente quelli in qualche modo familiari con le abitudini e gli usi locali.  Come risultato, i proprietari terrieri esercitavano incustoditi. Come conseguenza i ricavi sono stati estratti senza riguardo per i redditi futuri o welfare locale.
Dopo la devastante carestia del 1770, che è stata parzialmente causata da questa lacuna, i funzionari della Compagnia a Calcutta recepirono l'importanza del controllo dei funzionari deputati alle entrate. Warren Hastings, governatore generale, introdusse quindi un sistema di ispezioni quinquennali e temporanee.